# Ploča Niuafo'ou
Ploča Niuafo'ou mala je tektonska ploča smještena zapadno od otoka Tonga . Ova je ploča stisnuta između Pacifičke ploče na sjeveru, vrlo nestabilne ploče Tong na istoku i Australske ploče na zapadu. Prvenstveno je okružen divergentnim granicama. Ova je ploča prožeta aktivnim rasjedima, što područje čini iznimno potresnim.